# Педоренко Дмитро Петрович
Дмитро Петрович Педоренко (нар. 6 травня 1976, Запоріжжя) — український футболіст, який грав на позиції захисника. Найбільш відомий за виступами в клубі української вищої ліги «Металург» із Запоріжжя.

## Кар'єра футболіста
Дмитро Педоренко розпочав займатися футболом у СДЮШОР при футбольному клубі «Металург» із Запоріжжя. У професійному футболі розпочав виступи в 1993 році в рідному клубі, який на той час грав у вищій українській лізі. Проте до кінця 1994 року він зіграв у складі запорізької команди лише 4 матчі, й на початку 1995 перейшов до складу команди першої ліги «Дніпро» з Черкас. Проте в черкаській команді футболіст зіграв лише 1 матч, і невдовзі покинув «Дніпро». Наступні кілька років Педоренко рахувався у складі клубів «Торпедо» (Запоріжжя) і ЦСКА-2, проте в їх складі так і не зіграв. У 2000 році Дмитро Педоренко зіграв 2 матчі у складі клубу найвищої молдовської ліги «Ністру» (Атаки), після чого в професійних командах не грав.